# Jimena de la Frontera
Jimena de la Frontera là một đô thị trong tỉnh Cádiz, cộng đồng tự trị Andalusia, Tây Ban Nha. Dân dố 9893 người năm 2006.
It's inside the Los Alcornocales Natural Park.

## Dân số
| 1999  | 2000  | 2001  | 2002  | 2003  | 2004  | 2005  |
| ----- | ----- | ----- | ----- | ----- | ----- | ----- |
| 9.027 | 9.109 | 9.182 | 9.200 | 9.343 | 9.355 | 9.754 |

Nguồn: INE (Spain)

## Hình ảnh

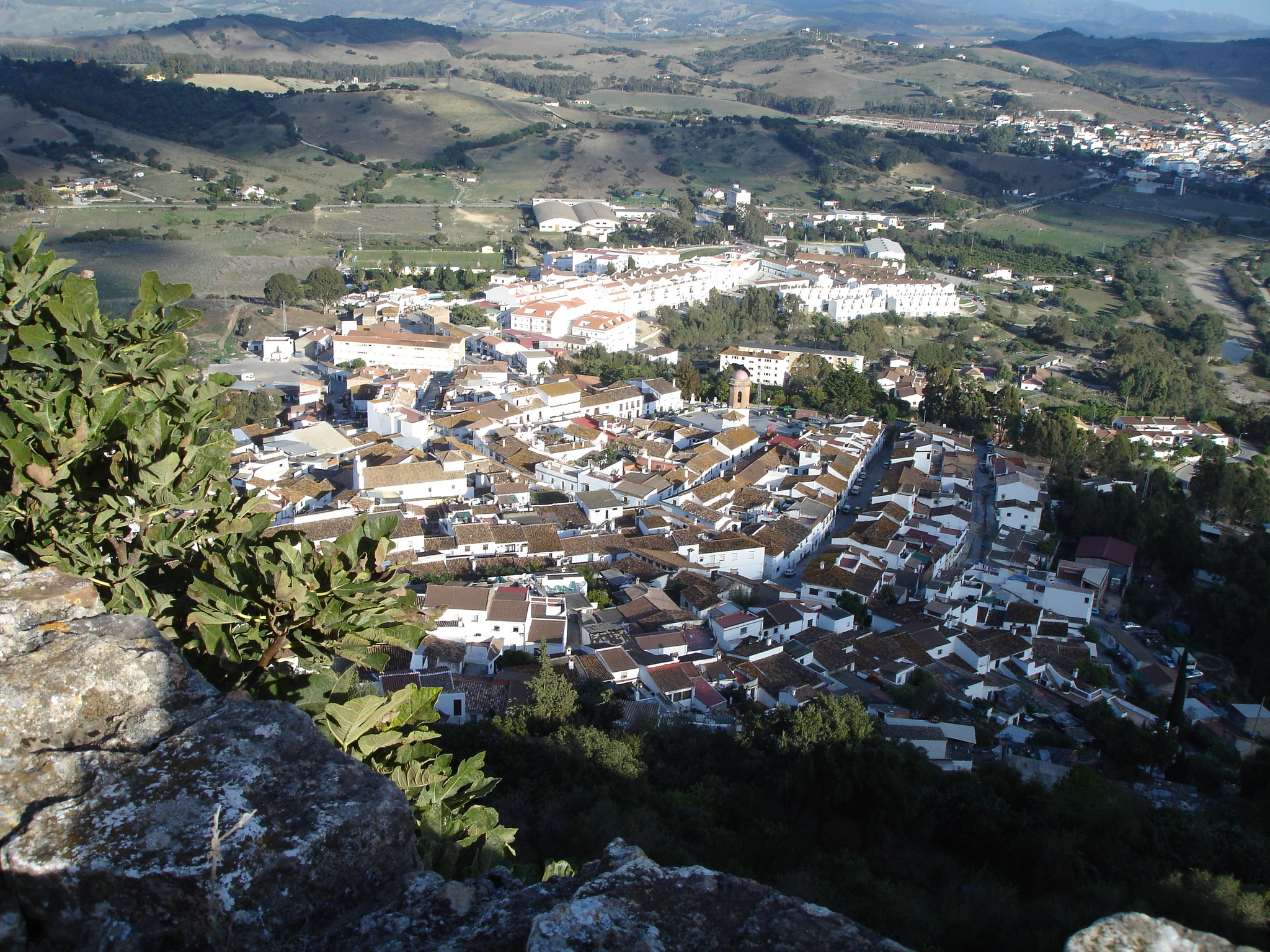
Jimena from its castle
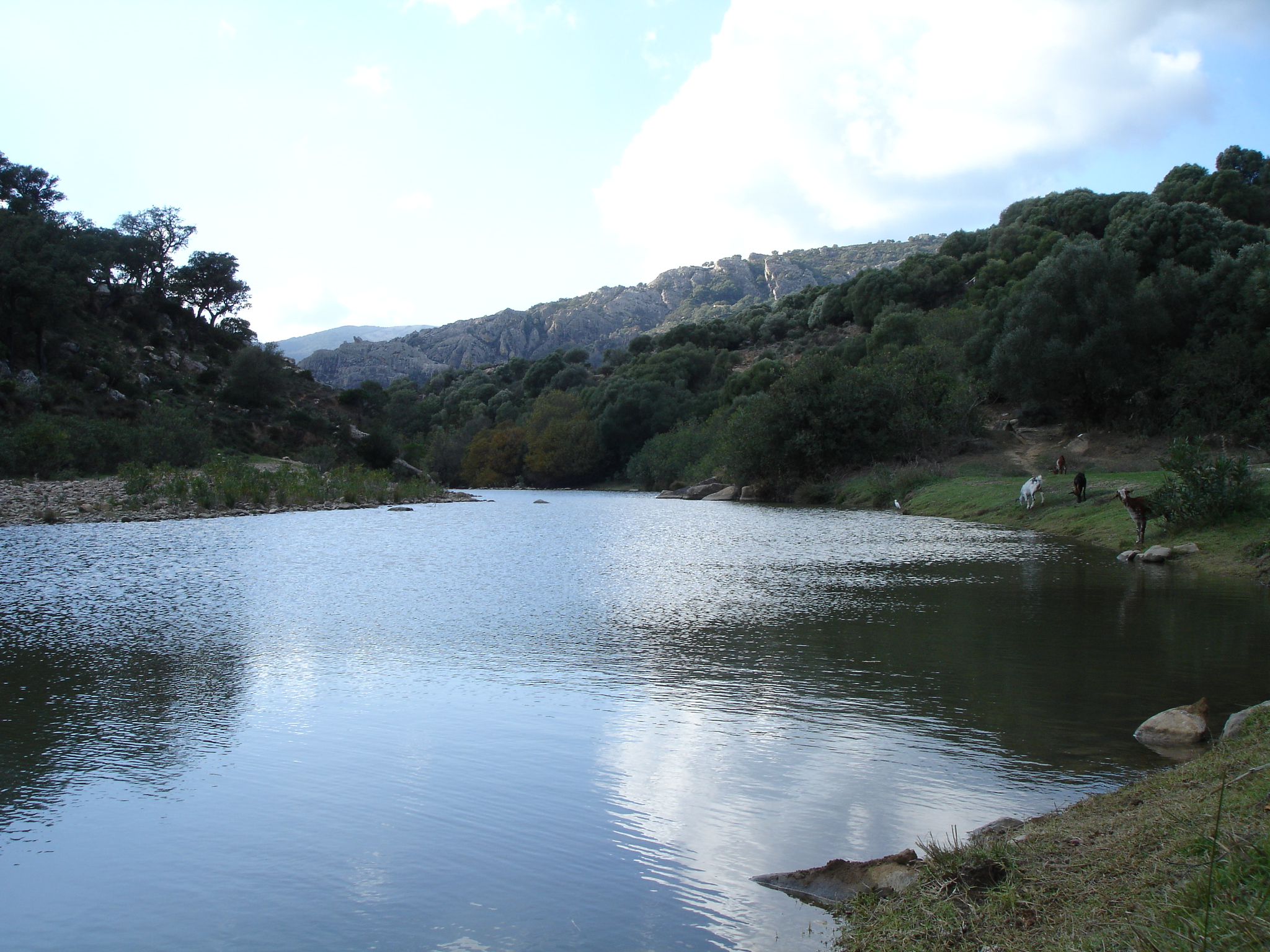
Hozgarganta river near Jimena
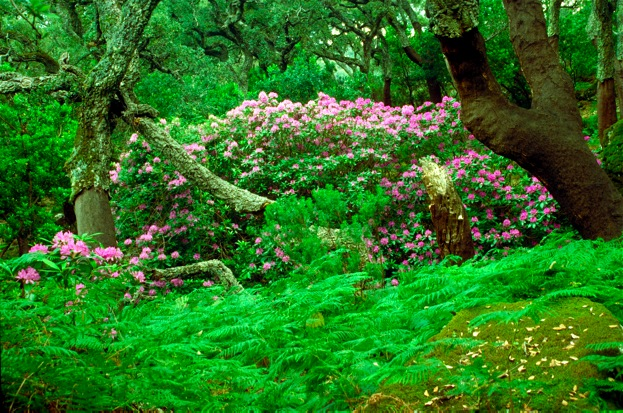
Los Alcornocales Natural Park view
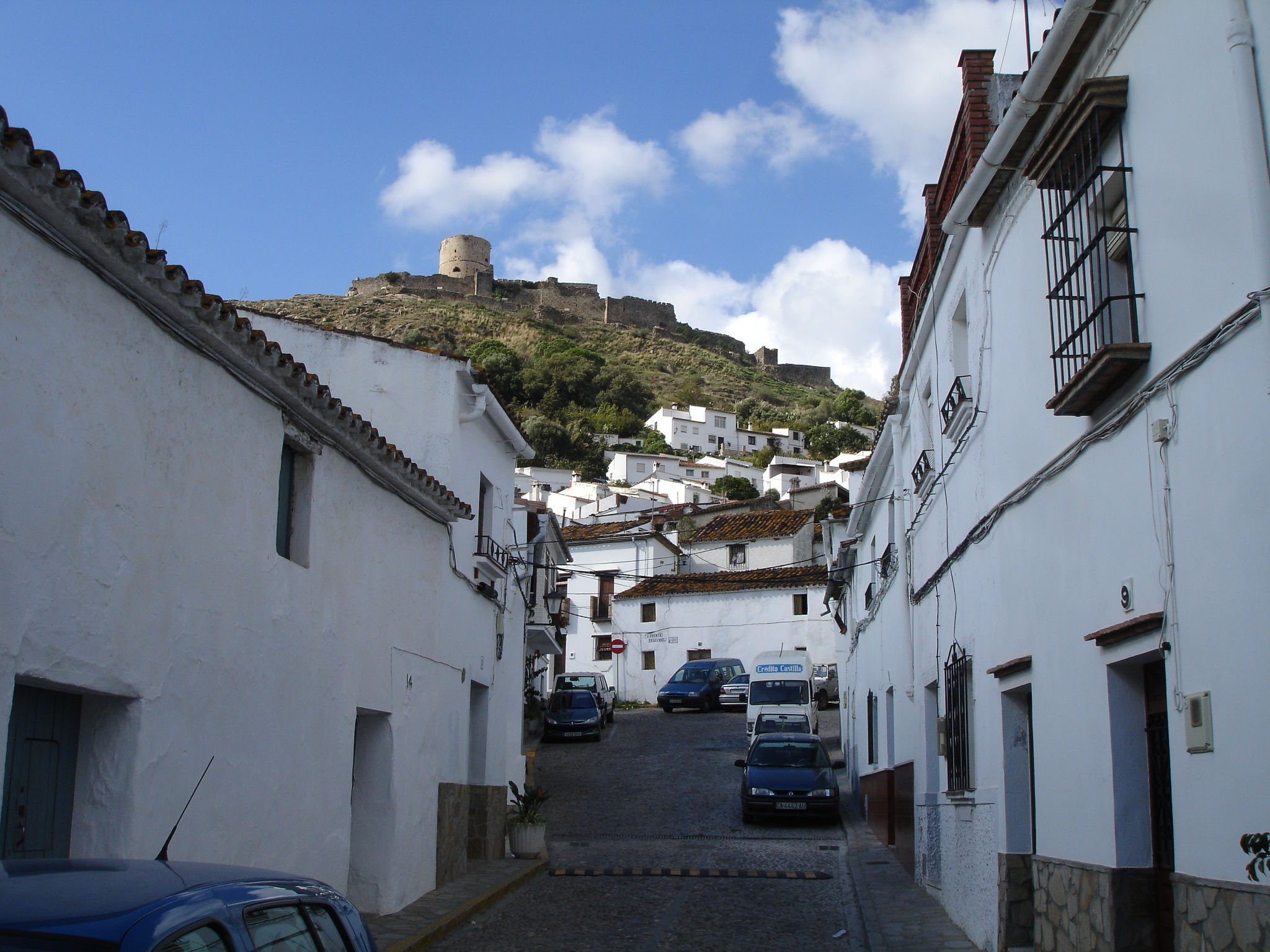
Street in Jimena, with castle at the end
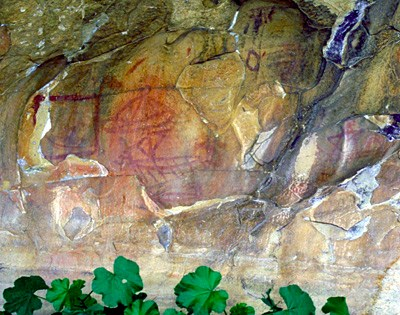
Prehistoric paintings inside Cueva de la Laja Alta